# Friedrich Bergold
Friedrich Bergold (15 de marzo de 1899, Núremberg, Imperio alemán-15 de marzo de 1983, Núremberg, Alemania occidental) fue un abogado y político alemán.

## Vida
Friedrich Bergold estudió derecho en la Universidad de Wurzburgo. Después de obtener su doctorado en la Universidad de Erlangen, Bergold asentado en Núremberg trabajó como abogado. Durante el período del nacionalsocialismo. representó a los judíos expropiados y sobreventajados. Durante la Segunda Guerra Mundial, sirvió en la Francia ocupada en una unidad administrativa estacionada en Paray-le-Monial. Bergold nunca fue miembro del NSDAP.
El Tribunal Militar Internacional (IMT) le pidió a Bergold que se hiciera cargo de la defensa tres días antes del inicio de los Juicios de Núremberg contra los principales criminales de guerra. Después de su promesa, se le confió la defensa obligatoria del exjefe de la Cancillería del Reich Martin Bormann, pero fue el único acusado en ausencia negociado.
Posteriormente, Bergold intervino en el llamado proceso de la leche como defensor público del mariscal de campo Erhard Milch y también asumió en el proceso de Einsatzgruppen la defensa. En el proceso de la sede económica y administrativa de las SS, defendió al SS-Obersturmbannführer Horst Klein.
Más tarde, continuó su trabajo como abogado. Desde 1960 fue miembro del Partido Democrático Libre en el ayuntamiento de Núremberg y se desempeñó dos veces como alcalde. En 1974 recibió la medalla de los ciudadanos de la ciudad de Núremberg, junto con Karl Maly (1905-1985).

## Distinciones
- Datos: Q1458406
- Multimedia: Friedrich Bergold / Q1458406